# Józef Kos
Józef Kos herbu Kos (ur. 1680, zm. 17 czerwca 1717 w Wenecji) – wojewoda inflancki, wychowawca młodego Augusta III. Syn Jana wojewody chełmińskiego i jego żony Marianny Wolff von Lüdinghausen.

## Życiorys
W 1709 został wojewodą inflanckim. W 1711 został wysłany przez Augusta II z misją do Wiednia, w celu zmontowania sojuszu antytureckiego. Pojechał następnie w tym samym celu na sejm Rzeszy we Frankfurcie, gdzie dołączył do podróżującego po Europie młodego królewicza Fryderyka Augusta jako marszałek jego dworu. Udaremnił dwie próby jego porwania przez agentów szwedzkich i brytyjskich, którzy chcieli uniemożliwić jego konwersję na katolicyzm.
W 1712 posłował do Wenecji, chcąc skłonić jej władze do stworzenia sojuszu antytureckiego.
Nominowany przez króla biskupem chełmińskim, w 1713 zrzekł się godności wojewody inflanckiego, zmarł jednak przed przyjęciem sakry biskupiej i objęciem diecezji. Nominację papieską opóźniało działanie kontrkandydata Kosa, jakim był posiadający rozliczne koneksje w kurii rzymskiej Krzysztof Szembek. Pochowany w kościele św. Zofii w Wenecji, jego nagrobek nie zachował się.